# Континуум Гернсбека
«Континуум Гернсбека» (англ. The Gernsback Continuum) — научно-фантастический рассказ американо-канадского писателя Уильяма Гибсона.
Это первый рассказ, написанный Гибсоном в статусе профессионального писателя, и один из его самых известных и широко обсуждаемых рассказов. Впервые он был опубликован в июне 1981 года в сборнике «Universe 11», впоследствии неоднократно входил в различные антологии. Определяя поджанр рассказа, критики относят его к мягкой научной фантастике или к киберпанку, начало которого он ознаменовал, став в некотором роде киберпанковским манифестом.
По сюжету рассказа американский фотограф получает от лондонских издателей заказ на съёмку футуристической архитектуры 1930-х годов США и настолько погружается в работу, что его наяву начинают посещать «семиотические призраки» — видения из ненаступившего будущего, о котором мечтали фантасты Золотого века и которое перекликается с образами нацистской Германии. Изгнать этих призраков из несбывшейся утопии фотографу удаётся только через погружение в «почти антиутопическое» настоящее.
Рассказ относительно небольшой, в нём всего около шести тысяч слов, по нему был поставлен короткометражный фильм. Название «Континуум Гернсбека» отсылает к Хьюго Гернсбеку, одному из центральных деятелей начального периода американской научной фантастики, идеологическое содержание которой подвергается в рассказе критическому осмыслению. Исследователи творчества Гибсона указывают на постмодернистский характер рассказа и оценивают его как социальный комментарий к настоящему, которое можно оценить через призму несостоявшегося будущего, и как вызов научно-фантастической традиции, в рамках которой он появился. Критики отмечают, что в рассказе были затронуты темы, которые в дальнейшем Гибсон раскрывал в своих романах.

## Сюжет

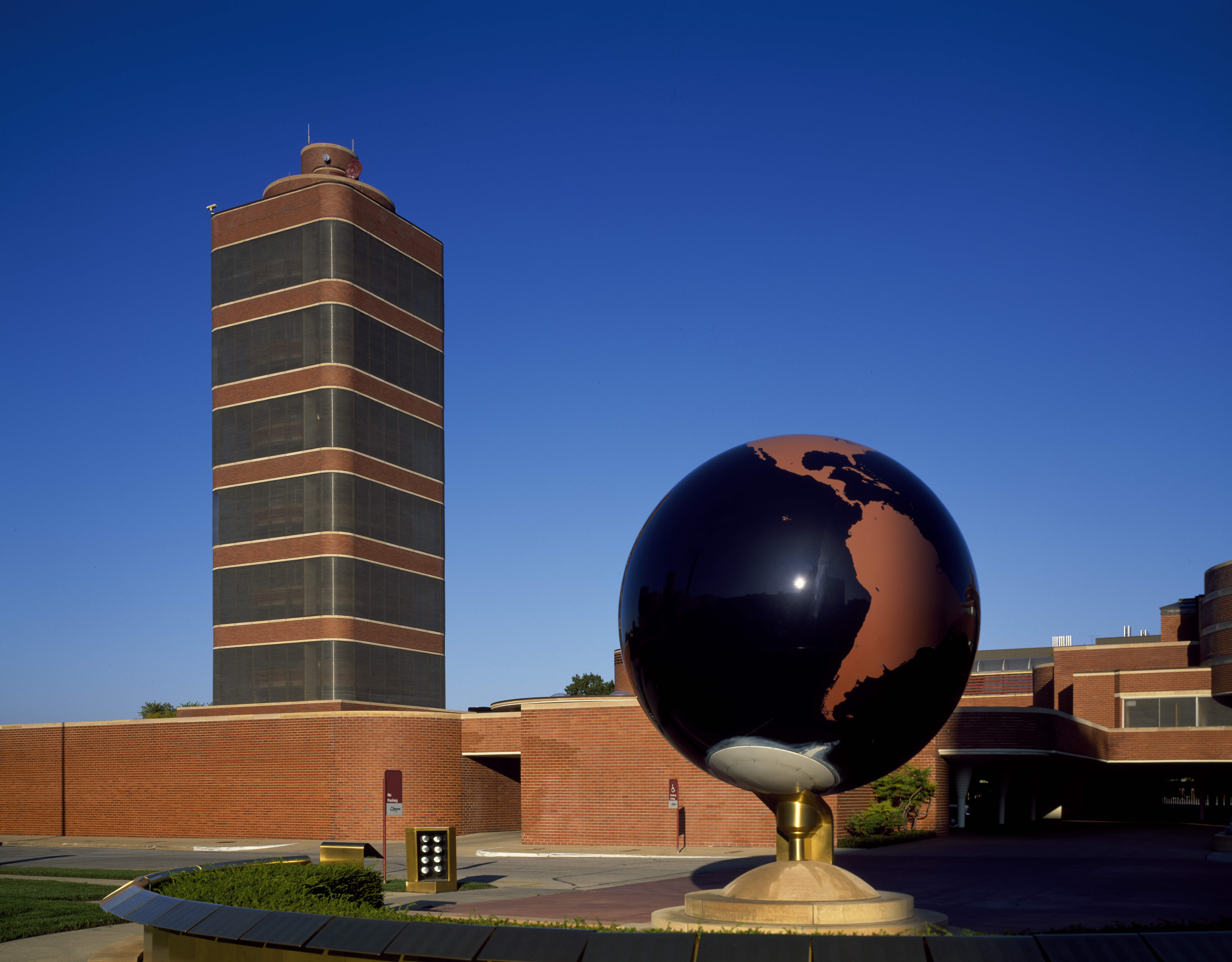
Штаб-квартира S.C. Johnson & Son, Inc. (1936—1939)

Профессиональный американский фотограф, от лица которого ведётся повествование, получил от лондонского издателя Коэна и специалиста по истории поп-арта Дайалты Даунс заказ сфотографировать футуристическую американскую архитектуру 1930-х годов для иллюстрированного издания «Обтекаемый футурополис: Завтра, которого никогда не было». Даунс охарактеризовала этот архитектурный период как «американский обтекаемый модерн», предложила относиться к нему как к «некой альтернативной Америке: восьмидесятые годы двадцатого столетия, которые никогда не наступили», и для вдохновения передала фотографу конверт с обложками журнала Хьюго Гернсбека «Amazing Stories» (с англ. — «Удивительные истории»), с фотографиями различных архитектурных объектов, которые можно сфотографировать для книги, в частности, здания штаб-квартиры S.C. Johnson & Son, Inc. в Расине и крылатых статуй на плотине Гувера. Фотограф стал глубоко погружаться в тематику и настраиваться «на теневой образ „Америки-которой-никогда-не-было“», воображая себе мир, описанный на страницах гернсбековских журналов и в целом в научной фантастике Золотого века.

Пример здания «бластерной готики»

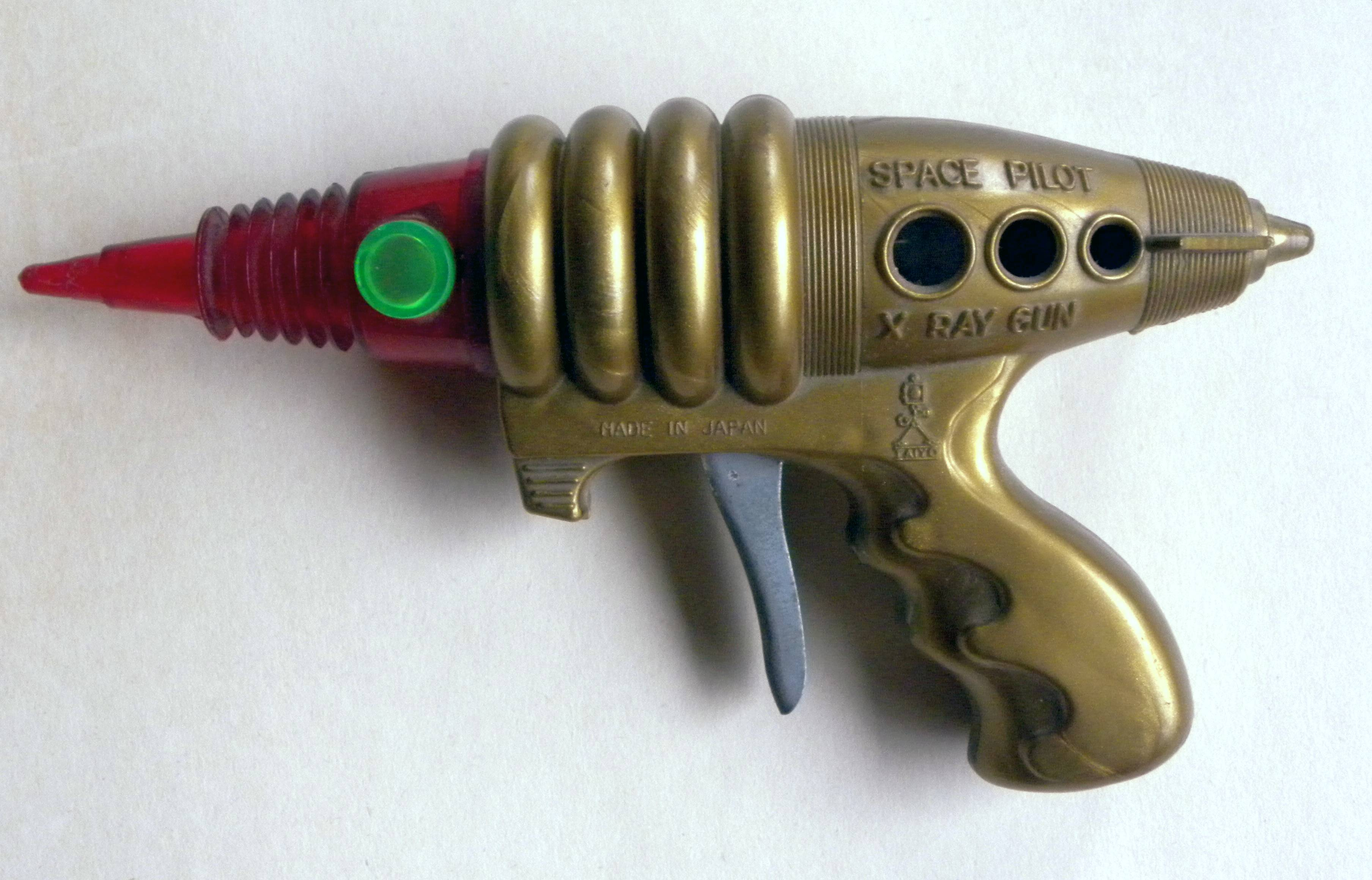
Пример игрушечного бластера

Фотографируя заводские здания, закусочные, кинотеатры, автозаправочные станции Калифорнии (в терминологии Коэна — Raygun Gothic — букв. «бластерная готика», см. илл.) и размышляя об «Архитектуре несбывшейся Мечты», о том утопическом «континууме» с летающими машинами, многополосными шоссе, гигантскими дирижаблями, фотограф «переступил Грань» и увидел (галлюцинируя или нет), как один из образов «континуума» (огромный самолёт, «двенадцатимоторное нечто, похожее на сплющенный бумеранг», с бальным залом, кортом для игры в сквош и т. п.) появился в калифорнийском небе прямо над ним.
Пытаясь понять и объяснить для себя случившееся, фотограф обратился к знакомому журналисту Мервину Кину, специализирующемуся на теориях заговора, контактах с НЛО и тому подобных сюжетах. Тот назвал видение «семиотическим призраком» (англ. semiotic ghost):

«Это — семиотические фантомы, осколки подспудных фантазий в рамках определённой культуры, которые откололись и обрели собственное бытие»

Фотограф уехал от Кина, предварительно съев «крошащуюся таблетку стимулятора». После долгой поездки на машине он остановился на обочине и заснул, утомлённый от переживаний о видении, от воздействия амфетамина и от усталости. Проснувшись, он обнаружил, что видения «семиотических призраков» усилились. Он увидел город Тусон из ненаступившего будущего, как будто списанный с декораций для фильмов «Метрополис» и «Облик грядущего»: с гигантскими шпилями, прожекторами, хрустальными дорогами и машинами-капельками с акульими плавниками на крыше, с гигантскими лайнерами и дирижаблями в небе… Городом любовалась пара «идеальных» светловолосых белых американцев в белых одеждах, «и глаза у них, вероятно, были голубые». Они не замечали фотографа, «они были счастливы и до крайности довольны собой и своим миром. И в Мечте этот мир принадлежал им».
Полагая свои видения «амфетаминным психозом», фотограф снова связался с Кином, и тот посоветовал ему побольше смотреть телевизор, сходить в кино, посмотреть порно, и таким образом изгнать семиотических призраков. Пытаясь скрыться от видений, фотограф поехал в Лос-Анджелес, но там он попал в «землю обетованную Дайалты Даунс», где почти на каждом шагу встречал «семиотических призраков», перекликающихся с образами нацистской Германии, пропагандой «Гитлерюгенда» и научной фантастикой того периода. Фотограф нанял человека для проявки плёнок с «эпохой Даунс», отправил отпечатки заказчику в Лондон и постарался поскорее избавиться от модернистских видений, воспользовавшись советами Кина и цепляясь за постмодернистское настоящее.
Фотограф уехал в Сан-Франциско, взял билеты на самолёт в Нью-Йорк и в попытке избавиться от остатков пугающих его видений купил газеты с новостями о текущем мировом кризисе с нефтью и энергетикой. Продавец в киоске посетовал о том, какой нынче «кошмарный мир», и фотограф согласился, но сделал оговорку: «что ещё хуже, он мог бы быть совершенным».

## Персонажи

### Главный герой
Главный герой рассказа «Континуум Гернсбека» — американский фрилансер, фешн-фотограф, чьё имя неизвестно и от чьего лица «в почти катарсической манере» ведётся повествование. Он хорошо образован, знаком с критической теорией, аналитической психологией и с тем, что масс-медиа оказывают большое влияние на формирование реальности. История начинается в тот период, когда рассказчик пытается прийти в себя и закрепиться в реальном настоящем после столкновения с несостоявшимся будущим, «семиотические призраки» которого стали преследовать фотографа, пока он выполнял заказ, снимая на юго-западе США образчики футуристического дизайна, популярного перед Второй мировой войной.

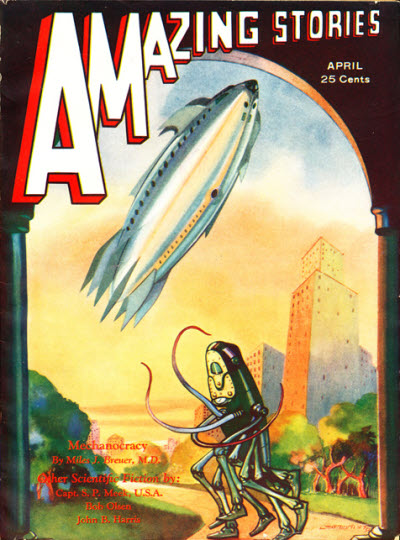
Обложка журнала «Amazing Stories», апрель 1932 года

Полностью осознавая то, что настоящее, в котором он живёт, является «почти антиутопией», он предпочитает оставаться в нём, страшась оказаться в «идеальном» будущем, которое рисовали научные фантасты 1930-х годов, и которое затем раскрыло в себе «мрачный, тоталитарный подтекст». Утопическое будущее воплотилось не в виде ракет, бороздящих космос, а в виде немецких Фау-2, обрушившихся на Лондон:

«Тридцатые годы одевали свои мечты в белый мрамор и обтекаемый хром, бессмертный хрусталь и полированную бронзу. Но однажды глухой ночью ракеты с обложек гернсбековских журналов с воем упали на Лондон»— У. Гибсон «Континуум Гернсбека»
Сюжет рассказа предлагает три объяснения видениям фотографа: проникновение в параллельную временную линию или пространство, галлюцинации из-за принятия наркотиков, видение «семиотических призраков». Как полагает один из биографов Гибсона Том Хенторн, в контексте рассказа верным, видимо, следует считать третье объяснение, предложенное Мервом Кином, потому что именно противоядие от «призраков», в конце концов, срабатывает — фотограф изгоняет видения посредством «самых приземлённых форм буржуазной культуры»: телевикторин, «мыльных опер», порнографии.
В финальной сцене рассказа, когда фотограф, стремясь окончательно освободиться от видений, покупает газеты с описанием глобальных проблем настоящего, ставится, по сути, вопрос о том, не являются ли разрушительными для людей рационализированные утопии и определённые технологические инновации. Эту проблематику Гибсон рассматривал в большей части своих последующих литературных работ.

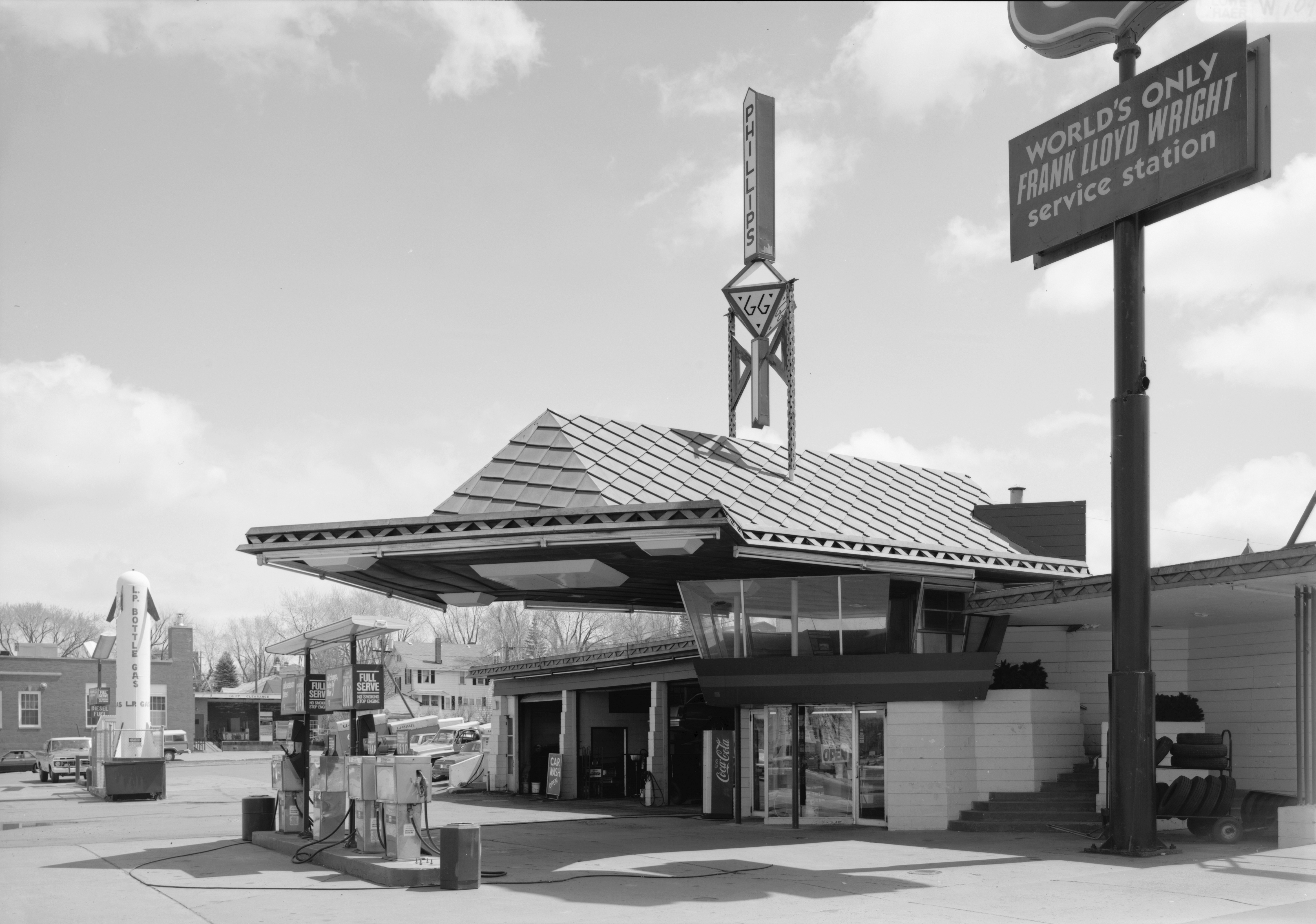
R. W. Lindholm Service Station, построенная Ф. Л. Райтом (1958)

Профессор из Университета Сарагосы Ф. Колладо-Родригес, специализирующийся на американской литературе, полагает, что Гибсон искусно нарисовал образ человека, переполненного информацией и пришедшего из-за этого к умственному расстройству. Вместе с тем попытка осмыслить и увязать между собой различную культурную информацию привела фотографа к выявлению интересных связей, например, к выводу о том, что футуристическая архитектура Фрэнка Ллойда Райта, в частности, бензоколонка в Клокее в Миннесоте, выполненная в восточном стиле, была спроектирована под руководством Минга Безжалостного, соскучившегося по своей родной планете злодея из комиксов про Флэша Гордона.

### Мервин Кин
Мервин (Мерв) Кин (англ. Mervyn Kihn) — друг главного героя, фриланс-журналист, который специализируется на «техасских птеродактилях», «контактах реднеков с НЛО» и иных теориях заговора из «десятки самых популярных». Являясь, как пишет один из критиков, «юнгианцем в глубине души», Кин пытается убедить фотографа в том, что его видения идут прямиком из коллективного бессознательного, которое отформовано средствами масс-медиа.
Помимо «Континуума Гернсбека» Кин появляется в качестве персонажа в рассказе 1983 года «Hippie Hat Brain Parasite» (примерный перевод: англ. Паразит мозга в виде хиппи-шапки). По сюжету Мервин звонит Биллу и в путаной манере рассказывает ему о том, как увидел инопланетян — паразитов мозга, которые принимают на голове человека форму «хиппи-шапки». Когда такой паразит, наконец, сползает с головы человека, то у неё полностью отсутствует вся макушка, включая мозг. Кин предполагает, что в конце 1960-х люди из-за употребления ЛСД открыли своё сознание для вторжения этих инопланетян-паразитов. Помимо наркотиков в рассказе упоминаются саентологи и Рон Хаббард, муниты, розенкрейцеры и другие маргинальные течения, и, как полагают критики, Гибсон проводит мысль о том, что эти культы «не только контролируют своих последователей, но и медленно высасывают из них самостоятельное мышление, превращая их в оболочки, неспособные выжить без поддержки группы».
Гибсон выразил в форме рассказа «панковский скептицизм» по отношению к идеализированным представлениям 1960-х, когда хиппи, борясь с потребительским конформизмом, сами попали под ещё более пагубное контролирующее влияние. По мнению Томаса Бредехофта из Университета Западной Виргинии, «Континуум Гернсбека» и «Hippie Hat Brain Parasite» схожи (помимо общего персонажа) в том, что первый рассказ относится к научной фантастике 1930-х годов так же, как второй — к контркультуре 1960-х. И в обоих случаях Гибсона интересуют последствия для настоящего.
Оба рассказа сыграли важную роль в последующем формировании гибсоновского образа киберпространства.

### Остальные персонажи
Коэн (англ. Cohen) и Дайалта Даунс (англ. Dialta Downes) — лондонские издатели, нанявшие главного героя, фотографа. Американский исследователь научной фантастики Гэри Уэстфал отметил схожесть в отношениях между нанимателями и нанятым с отношениями между Кейс и Бигендом, героями романа Гибсона 2003 года «Распознавание образов». И главный герой в рассказе, и главная героиня в романе, обладая талантом в работе, получают заказ от «богатого, искушённого джетсеттера» и таким образом соприкасаются «с более гламурным миром».
Жители ненаступившего будущего — в одном из видений главный герой видит пару светловолосых, здоровых граждан из гернсбекианского будущего, взирающих издалека на Тусон, — мужчину, который говорил «что-то мудрое и мужественное» («Его слова были пустыми и яркими, как цитата из какой-нибудь брошюры Палаты коммерции»), и женщину с «бессмертной фразой»: «Джон, мы забыли принять пищевые таблетки» (англ. «John, we've forgotten to take our food pills»). Затем в Лос-Анжелесе (в Голливуде) главный герой видит много людей, «слишком похожих» на эту пару из Тусона.
Эпизод со встречей фотографа с парой из будущего напомнил исследовательнице К. Макгирк сюжет рассказа «Сумерки» Джона Кэмпбелла, в котором супермен из будущего попал в современную пустыню в Неваде (в рассказе Гибсона встреча с «суперпарой» происходит в пустынных ландшафтах Аризоны) и был одет в похожий на тогу белый наряд (у Гибсона пара тоже одета в белые одежды).
Ф. Колладо-Родригес отметил сходство пары в белом и города, который они наблюдают, с иллюстрациями Фрэнка Р. Пауля, в частности, с картинкой из зимнего номера «Amazing Stories Quarterly» 1929 года, иллюстрирующей роман Хьюго Гернсбека «Ральф 124C 41+».
Продавец газет — «худой негр с гнилыми зубами и, судя по всему, в парике», который появляется в финальной сцене рассказа, когда главный герой «в роли постчеловека» покупает газеты с новостями о «почти антиутопическом» настоящем. Ф. Колладо-Родригес рассматривает продавца в качестве контраста футуристической паре в белом и полагает, что сцена с продавцом является политической иронией:

«в финальной сцене киберпанковское восприятие мрачного травматического настоящего рассеивает хватку белой патриархальной фантазии: мир мог быть хуже, отвечает рассказчик продавцу газет, „он мог бы быть совершенным“»

## История создания и публикации
В различных интервью Гибсон рассказывал о том, что с раннего подросткового возраста он интересовался творчеством писателя Уильяма Берроуза и битниками, которые повлияли и на его мировоззрение, и на поведение. В писательском творчестве особое влияние на него оказал метод нарезок, который практиковал и описал в одном из своих эссе Берроуз, утверждавший, что нечто новое можно собрать из старого путём совмещения и сопоставления. Впоследствии, по словам Гибсона, он использовал этот метод при написании ряда своих произведений, в том числе «Континуума Гернсбека», который содержит в себе отдельные элементы научной фантастики Золотого века.
Интерес к методу нарезок разделял также писатель Брюс Стерлинг, с которым Гибсон подружился, когда тот издал свой первый роман «Океан инволюции» (1977). Оба автора живо интересовались набиравшим обороты панк-движением, оба были критически настроены к сформировавшемуся в научной фантастике истеблишменту. В 1977 году Гибсон закончил курс английской литературы в Университете Британской Колумбии, где во время обучения написал и опубликовал свой первый рассказ «Осколки голографической розы». Гибсон стал посещать конференции научной фантастики, писать обзоры, заводить знакомства. В 1981 году он опубликовал два рассказа («Джонни-мнемоник» и «Захолустье») в известном журнале «Omni», а «Континуум Гернсбека» взял писатель и издатель Терри Карр (впоследствии он стал «одним из неослабевающих сторонников Гибсона») для публикации рассказа в популярной антологии «Universe 11» («Вселенная 11»).
В 1986 году «Континуум Гернсбека» был переиздан в сборнике рассказов Гибсона «Сожжение Хром», который «с восторгом приняли» критики и фанаты.
В том же году рассказ вошёл в качестве главной истории в антологию «Mirrorshades: The Cyberpunk Anthology» («Зеркальные очки»), вышедшую под редакцией Брюса Стерлинга (биограф Т. Хенторн считает, что Гибсон принял участие в сборнике, чтобы, используя полученную им от романа «Нейромант» (1984) известность, помочь с продвижением других киберпанк-писателей). Для обоих сборников Стерлинг написал предисловия. В «Сожжении Хром» он, «движимый идеологической повесткой дня», преподнёс «Континуум Гернсбека» как атаку на гернсбековский этап развития научной фантастики. Само по себе предисловие Стерлинга было расценено критиками как «явная и беззастенчивая самореклама», нацеленная на то, чтобы заложить основу для формирования киберпанковского движения. Предисловие, в котором Стерлинг противопоставил рассказ Гибсона «неуклюжей фигуре традиции научной фантастики», стало само по себе «сокращённым манифестом киберпанка».
В 1988 году рассказ был перепечатан в журнале «American Heritage». В 1993 году он вошёл в антологию научной фантастики «The Norton Book of Science Fiction», изданной под редакцией Брайана Аттебери и Урсулы Ле Гуин. В дальнейшем рассказ входил в сборники «Timescapes: Stories of Time Travel» (англ. «Ландшафты времени: Истории путешествий во времени», под редакцией Питера Хэйнинга, 1997), «Steampunk II: Steampunk Reloaded» (англ. «Стимпанк 2: Перезагрузка», 2010), «The Time Traveler’s Almanac» (англ. «Альманах путешественника во времени», под редакцией Энн Вандермеер и Джеффа Вандермеера, 2013).

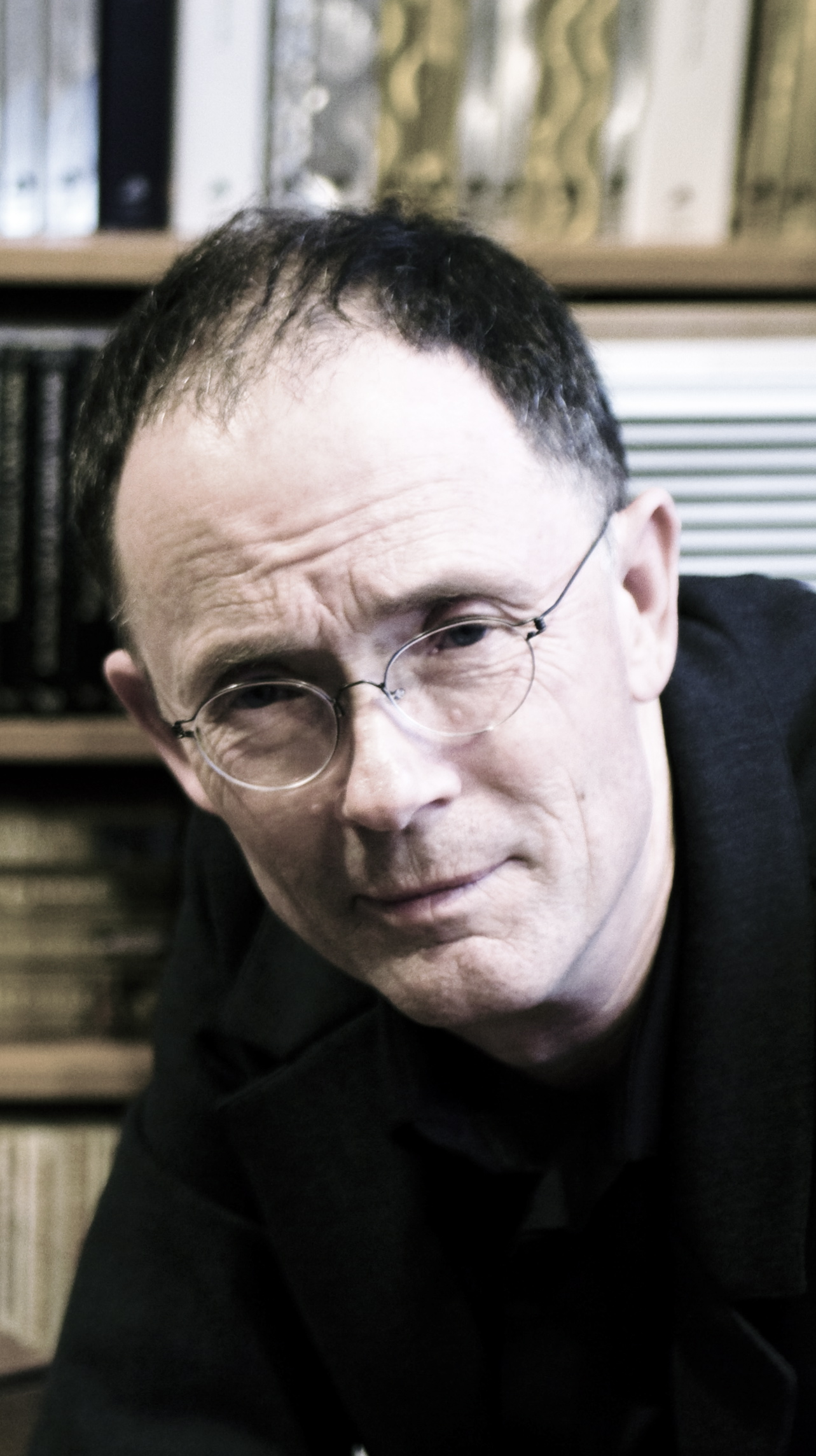
Уильям Гибсон в 2008 году

В 2010 году в интервью Гибсон рассказал об истории появления «Континуума Гернсбека», признав, что рассказ служит своего рода манифестом, но сказав, что он не рассматривал его таковым, когда писал его:
Я писал небольшие научно-фантастические тексты для фанзинов и маленьких любительских журналов с научной фантастикой. Кто-то дал мне книгу под названием «The Streamlined Decade» (англ. Обтекаемая декада), которая была чем-то вроде книги для журнального столика в бумажном переплете в стиле Art Moderne. Я написал на неё рецензию, сравнив её со вселенной Хьюго Гернсбека, и отправил её в один из этих маленьких журналов. И они не приняли её. Это меня разозлило, и по какой-то причине я сел и переписал рецензию как научно-фантастическую историю, и в конце концов продал. Я думаю, переписав её как научно-фантастический рассказ, я как бы указал на жанр, который, по моему мнению, отверг мой небольшой обзор книги для журнального столика. Это был хороший урок для меня по переработке материала. Когда я начинал переделывать рецензию в рассказ, я особо не ожидал, что это сработает.
Оригинальный текст (англ.)I was writing little bits and pieces of non-fiction for fanzines and little amateur science fiction magazines. Someone had given me a book called The Streamlined Decade, which was a sort of paperbound coffee table book of Art Moderne design. And I wrote a review of it, comparing it to Hugo Gernsback’s universe, and submitted it to one of these little magazines. And they rejected it. It made me angry, and for some reason I sat down and rewrote it as a science fiction story, and eventually sold it. I think by rewriting it as a science fiction story, I sort of pointed it at the genre which I saw as having rejected my arty little review of the coffee table book. It was kind of a good lesson for me in the repurposing of material. When I started writing it as a story, I didn’t particularly expect that it would work.
Однако через несколько лет Гибсон немного скорректировал рассказанную им историю написания рассказа. Г. Уэстфал взял у Гибсона по электронной почте интервью для своей книги «William Gibson» (2013) и в одном из вопросов указал на то, что гибсоновская рецензия на книгу Дональда Дж. Буша «The Streamlined Decade» всё-таки вышла в 1976 году в журнале «New Directions». Гибсон пояснил по этому поводу следующее:
Возможно, гнев, который я помню, был вызван необходимостью вносить изменения в рецензию, которые, как я чувствовал, ослабляли её. Если я их внёс, то, видимо, никогда не читал рецензию в опубликованном виде, покуда сердито писал «Континуум Гернсбека».
Оригинальный текст (англ.)Perhaps the anger I recall was at having to do revisions I felt weakened the piece. If I did them, I might never have read it as published, while angrily writing "The Gernsback Continuum."
Уэстфал в своей книге также отмечает, что в рецензии на «The Streamlined Decade» уже была обозначена идея рассказа о параллельной вселенной несостоявшегося будущего, в частности, Гибсон высказал предположение, что если бы архитекторы 1930-х годов воплотили своё видение, то детство его поколения проходило бы в городах, внешне схожих с иллюстрациями Фрэнка Р. Пауля для обложек гернсбековского журнала «Amazing Stories». Уэстфал также полагает, что по комментариям Гибсона в рецензии видно, что у него не было враждебности или гнева ни по отношению к «причудливым видениям» из книги «The Streamlined Decade», в которой декорации из «Облика грядущего» неуместным образом помещались «на окраину Расина в штате Висконсин», ни к упоминаемым в «Континууме Гернсбека» образам фильма «Метрополис», сериала «Флэш Гордон» и т. п.

## Критика
«Континуум Гернсбека» может быть интерпретирован различными способами. Будучи одной из самых обсуждаемых работ Гибсона, рассказ рассматривается критиками как «социальный комментарий» и/или как «вызов к традиционным жанровым нормам научной фантастики».
Многочисленные критики читают рассказ как произведение, показывающее тщетность мечтаний об утопическом будущем, как опровержение научной фантастики, которая слишком научна, или даже как оценку антиутопической природы реальности, где главный герой должен избегать утопических видений, читая статьи о зверствах современного мира.
Пол Йонгквист из Колорадского университета в Боулдере назвал рассказ «сокрушительной критикой традиционной научной фантастики». Том Хенторн отметил, что рассказ «критикует идеологическое содержание научной фантастики Золотого века». Социолог Эндрю Росс назвал «Континуум Гернсбека» «элегантным рассказом», небольшим комментарием к истории НФ, основанным на контрасте между «реализмом современной научной фантастики, оценивающей технологические антиутопии, и наивным идеализмом бульварной романтики тридцатых годов о грядущих утопиях».
Исследователь американской литературы Джеральд Алва Миллер-мл. отметил, что уже самим своим названием «Континуум Гернсбека» сопоставляется с традиционной научной фантастикой. Гибсон в рассказе размышляет об истории и текущих проблемах жанра и использует реальное настоящее, чтобы исследовать ненаступившее гернсбекианское будущее.
Ф. Колладо-Родригес похвалил метапрозаическое качество рассказа, как «знаменующего начало киберпанка», и отметил, что несмотря на свой малый объём рассказ «богат культурными отсылками и использованием сложного синтаксиса», который был характерен для критической теории 1980-х. В качестве одного из примеров культурных отсылок в «Континууме Гернсбека» Колладо-Родригес привёл цитату «однажды глухой ночью ракеты с обложек гернсбековских журналов с воем упали на Лондон» (англ. …the rockets on the covers of the Gernsback pulps had fallen on London in the dead of night, screaming), в которой присутствует интертекстуальная отсылка к «мощному началу» романа Томаса Пинчона «Радуга тяготения» (1973) — «A screaming comes across the sky» (с англ. — «По небу раскатился вой»).
Художественный критик и писатель Пеио Агирре отметил в «Континууме Гернсбека» «сатирическую критику» в адрес модернистских движений и «фиктивных технологий в стиле 1920-х», а также то, что рассказ является «весёлой подборкой научно-фантастических тропов», критикует жанровые клише и даёт таким образом рождение поджанру киберпанка:
Рассказ Гибсона является одним из наиболее ценных примеров постмодернистской концепции истории, особенно в том, что касается постмодернизма, бросающего вызов социальным и политическим институтам, идеям преемственности и структуры, а также природы исторических исследований и знаний. В результате восприятие истории (как и настоящего) основано на вечном возвращении фрагментов — каждый переосмысляется бесконечно.
Исследователь Джеймс Сей также отметил постмодернисткий характер «Континуума Гернсбека» и то, что рассказ в большей степени посвящён научной фантастике, нежели является ею:
Похоже, что киберпанки используют новый вид популярной истории — текстуализированную историю, полную собственных «семиотических призраков».
Польский исследователь Ян Морин (Jan Moryń) в статье для журнала «Crossroads. A Journal of English Studies» рассмотрел «Континуум Гернсбека» средствами призракологии Жака Деррида, а также теоретическими разработками Марка Фишера, развившего теорию Деррида. По одному из фишеровских положений, призраки возникают в виде следов и фрагментов нереализованных мечтаний о будущем. Невыполненные обещания меняют настоящее, постоянно напоминая о своей неудавшейся материализации. Сфокусировавшись на архитектуре ненаступившего будущего, главный герой рассказа стал восприимчив к призракам — галлюцинациям о нереализованных ожиданиях из американского коллективного бессознательного.

### Рассказ в контексте истории научной фантастики
В одном из интервью Гибсон утверждал, что на раннем этапе своего творчества стремился создавать такие работы, которые «бесконечно раздражали бы сообщество научной фантастики». Так, в «Континууме Гернсбека», как считает биограф Хенторн, Гибсон фактически заявил о том, что футуризм 1930-х годов продвигал по сути милитаристские или даже фашистские взгляды.
Первоначально НФ-сообщество не заметило рассказа. Но в дальнейшем, в том числе благодаря «Континууму Гернсбека», Гибсону удалось стать значимой частью киберпанк-движения и получить признание в качестве писателя. Однако это не изменило его отношения к НФ-мейнстриму: Гибсон продолжал относиться к нему критически, хотя и был благодарен за признание его работы.

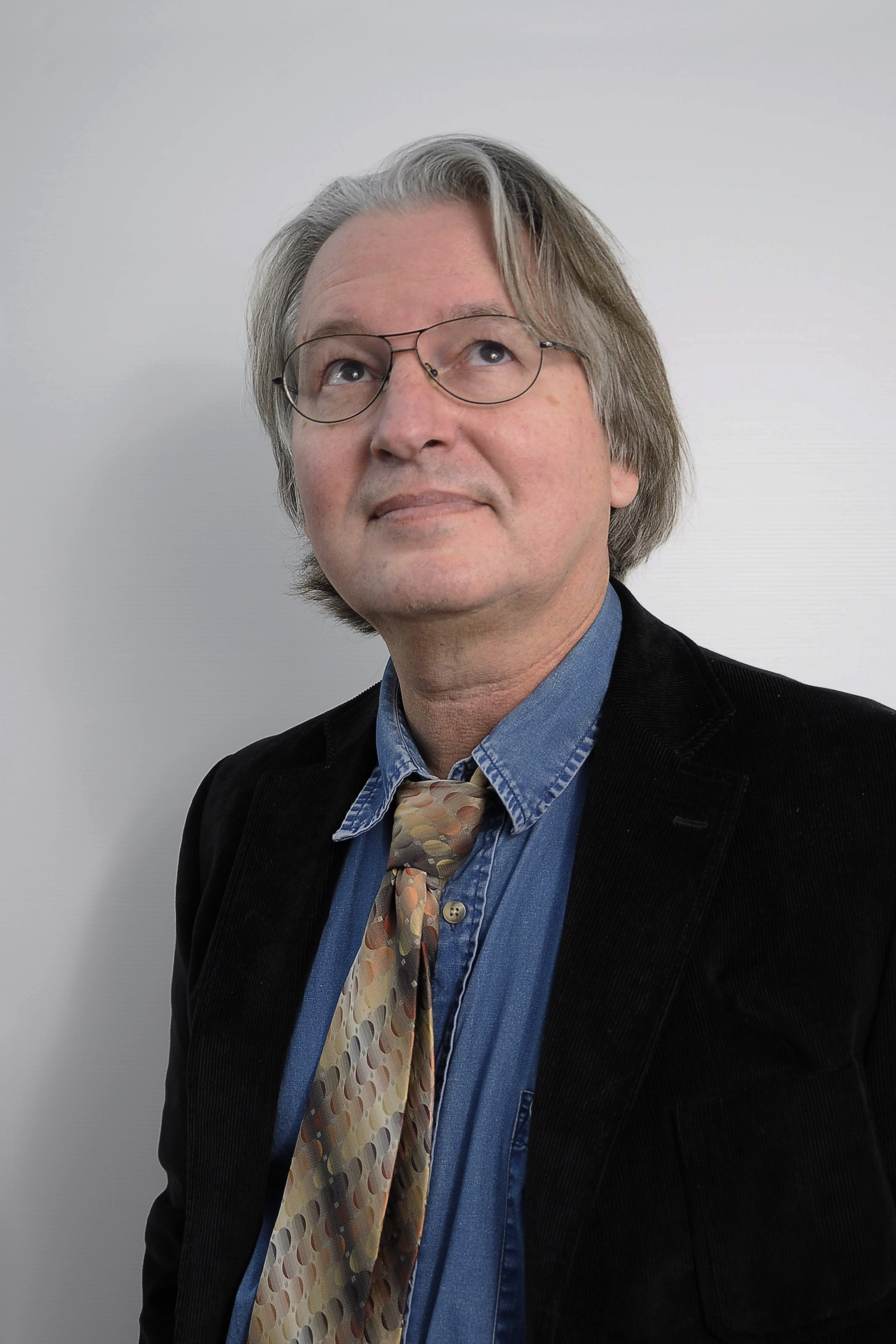
Брюс Стерлинг в 2011 году

Брюс Стерлинг в предисловии к антологии «Mirrorshades» (1986) отметил ранний успех Гибсона и его «влиятельный корпус работ», в которых он создал «подробный, бескомпромиссный портрет будущего», и которые считаются «центральными текстами современной научной фантастики». Дорогу к этому успеху, по мнению Стерлинга, проложил рассказ «Континуум Гернсбека»:
Это было хладнокровно точное восприятие ошибочных элементов прошлого и громкий призыв к новой эстетике научной фантастики восьмидесятых.
Оригинальный текст (англ.)It was a coolly accurate perception of the wrongheaded elements of the past—and a clarion call for a new SF esthetic of the Eighties.
Как утверждал в 1991 Э.Росс, киберпанковская критика «ошибочных элементов прошлого» отражала широко распространённое мнение в НФ-сообществе, «часто смущавшемся истоков жанра», который на начальных этапах своего развития был «некритичен в своих взглядах на технологический прогресс».
Стерлинг также написал введение для сборника рассказов Гибсона «Сожжение Хром». Нижеследующая цитата о «неуклюжей фигуре традиции научной фантастики» получила большую известность и вызвала полемику:
«Континуум Гернсбека» показывает, как Гибсон сознательно обращает внимание на неуклюжую фигуру традиции научной фантастики. Это сокрушительное опровержение «научной фикции» в её обличье узкой технолатрии. Мы видим здесь писателя, который знает свои корни и готовится к радикальному преобразованию.
Оригинальный текст (англ.)'The Gernsback Continuum.' shows him consciously drawing a bead on the shambling figure of the SF tradition. It's a devastating refutation of 'scientifiction' in its guise as narrow technolatry. We see here a writer who knows his roots and is gearing up for a radical reformation.
В 1995 году Томас А. Бредехофт из Университета Западной Виргинии в статье для журнала Science Fiction Studies высказал мнение, что мало кто из критиков развёрнуто исследовал «Континуум Гернсбека», все комментарии о рассказе высказывались в рамках статей на более общие темы, при этом критики соглашались в целом с вышеприведённой «помпезной оценкой» от Стерлинга. Например, Кэрол МакГирк написала о том, что Гибсон раскритиковал «наивный оптимизм в отношении технологий», присущий Золотому веку.
По мнению Бредехофта, в рассказе говорится о присутствии континуума Гернсбека в настоящем (аналогичное мнение высказывал Г. Уэстфал, трактовавший рассказ в том ключе, что «видения футуристов и НФ писателей продолжают влиять на жителей будущего, которое они не смогли предсказать»). То есть континуум не прерывался, наследие футуризма 1930-х, «включая его неприятные тоталитарные отклики», никуда не исчезло, и полностью «изгнать бесов» не получится несмотря на отказ от технолатрии. Как обращает внимание Бредехофт, даже те методы, которыми Кин предлагал фотографу избавляться от призраков, «глубоко пронизаны» наследием футуризма 30-х. Таким образом, рассказ можно рассматривать как предупреждение для настоящего:
То, что «Континуум Гернсбека» говорит о наследии 1930-х годов, «Hippie Hat Brain Parasite» делает для 1960-х. … Как и «Континуум Гернсбека», «Hippie Hat Brain Parasite» не просто осуждает или отрицает шестидесятые (очевидная мораль — «когда мы надеваем наши шапки хиппи, мы превращаемся в контролируемых марионеток» — слишком упрощённа), а скорее признаёт их постоянное присутствие. Это также предупреждение — не против употребления наркотиков, а против соблазна поддаться власти альтернативных (внешних или внутренних) пространств.
Г. Уэстфал, анализируя предисловия Стерлинга к сборникам «Mirrorshades» и «Сожжение Хром», указал на «центральный парадокс», который «лежит в основе всех дискуссий о киберпанковской фантастике» в её связи с предшествующей традицией научной фантастики. Уэстфал удивился тому, что Стерлинг одновременно отсылает и к связям с традицией научной фантастики (внутри которой киберпанк вырос), и к оригинальности киберпанка (как помеси хакеров и рокеров, технологий и контркультуры 1980-х), и задал вопрос о том, так как же изучать киберпанк — в контексте НФ или в контексте контркультуры 80-х и мейнстримной литературы? Уэстфал полагает, что различия между киберпанком и предшествующей научной фантастикой «в лучшем случае внешние». На ряде примеров Уэстфал показал, что утверждения Стерлинга противоречат реалиям исторической традиции НФ, а его слова о киберпанковском восстании против традиции (а не о её продолжении) являются продуктом «умышленно неправильного прочтения» (англ. willful misreading) рассказа «Континуум Гернсбека».
Уэстфал полагает, что взгляд на традицию научной фантастики как на «неуклюжую фигуру» игнорирует и тон рассказа Гибсона, и его смысл, потому что континуум из рассказа не является «умирающим или умершим миром», а наоборот — он по-прежнему оказывает влияние на настоящее, существуя в «альтернативной вселенной». По мнению Уэстфала, Гибсон не отвергает эту картину мира, а «сознательно отдаёт ей дань уважения». Более того, полагает Уэстфал, континуум Гернсбека в рассказе это и есть научная фантастика, а то, каким видел будущее Гернсбек, продолжает влиять на НФ-жанр по сей день. И Гибсон «с энтузиазмом присоединяется к традиции, а не отрицает её».
Чтобы показать связь и наследственность между традицией научной фантастики и киберпанком Уэстфал проанализировал многочисленные сходства между романом «Нейромант» (1984) Гибсона и основной работой Гернсбека «Ральф 124C 41+» (1911-2) и счёл, что несмотря на определённые различия (например, Гернсбек больше озабочен научными объяснениями и более оптимистичен, а Гибсон больше внимания уделяет эмоциональной составляющей и действиям героев) «эти две работы находятся на двух концах одного континуума (предложенного в названии рассказа Гибсона)», а традиция, начатая Гернсбеком, продолжилась в произведениях киберпанковских писателей. По мнению Уэстфала, связь киберпанка с научной фантастикой сильнее, чем у киберпанка с панк-музыкой или мейнстримной литературой.
Томас Бредехофт, комментируя отрывок из рассказа, где автор сравнивает ракеты с обложек журналов Гернсбека с ракетами, упавшими на Лондон, отмечает то, что главная научно-фантастическая литературная награда, которую среди прочих получил Гибсон за «Нейроманта», названа в честь Гернсбека — «Хьюго», и она выполнена в форме, «подозрительно похожей на ракеты Фау-2, которые разрушили Лондон». Всё это, по мнению критика, говорит о сохраняющейся силе влияния якобы «неуклюжей», по определению Стерлинга, традиции научной фантастики. Вместе с тем, Бредехофт признаёт, что это влияние на реальный мир может оказываться деструктивным.

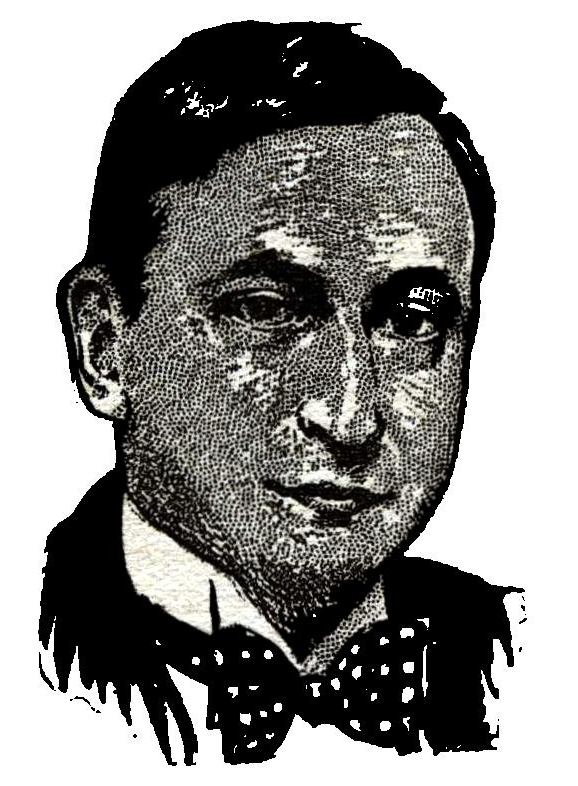
Портрет Хьюго Гернсбека в журнале Science Wonder Stories 1929 года

Эндрю Росс считает, что влияние ранней научной фантастики и, в частности, Хьюго Гернсбека следует рассматривать в более широком контексте, а не только в рамках истории жанра, которая обычно подаётся в упрощённом виде: период становления и наивности (Х. Гернсбек, «Amazing Stories»), Золотой век 1930-х—40-х (Д. В. Кэмпбелл, «Astounding Stories»), модернисты и протопостмодернисты, бросающие вызов основам жанра (Новая волна, киберпанк и др.). По мнению, Росса, Гернсбек стремился сделать язык прогресса доступным для всех, он хотел сделать науку понятной и объяснимой для любого. Публикации Гернсбека, который активно вовлекал и экспертов, и читателей в творческий процесс создания своего журнала «Amazing Stories», помогли отделить научную фантастику от прочих фантастических историй и закрепить за жанром его нынешнее название.
Как пишет Росс, НФ зачастую отражает «положение науки и технологии в обществе в данный момент». Так, ранняя американская научная фантастика отражала в период между двумя мировыми войнами тот «культ науки» и «позитивистскую религию», которые исповедовались политическими силами всего спектра, а не только правыми. Технологический футуризм был взят на вооружение корпорациями, достигнув своего пика на Всемирной выставке 1939 года. «Обтекаемый модерн» был в 1930-е визуальным языком прогресса, и размещение на обложках научно-фантастических журналов картинок с утопическими обтекаемыми видами доносило до читателей мысль, что «жанр быстро развивается»:
Обтекаемое гернсбекианское будущее было «естественным» выражением прогрессивного мышления о лучшем обществе. В то время, когда наука и техника становились основными факторами капиталистического роста, технократы, социалисты и прогрессисты публично давали знать о том, что они являются историческими наследниками традиции технологического футуризма, традиции, которая совсем не адекватно описывается сегодняшним уничижительным термином «технофилия».

### Рассказ как социальный комментарий
Исследовательница научной фантастики Вероника Холлинджер полагает, что Гибсон в своём рассказе «юмористично иронизировал» над футуризмом начала XX века, который провидел для будущего материальные, а не социальные перемены. Но помимо юмора над «наивным утопизмом», рассказ, по мнению Холлинджер, предостерегает от того, чтобы визуализировать будущее в рамках «узко определённых идеологических систем, которые берут на себя смелость говорить „универсально“, или которые считают себя „естественными“ или „абсолютными“».
Британская исследовательница Анна Макфарлейн полагает, что рассказ Гибсона обладает «сверхъестественным качеством», которое берёт начало «в страхе, что люди создают реальности своими мечтами, вещи воплощаются посредством мечтаний и не могут быть разрушены». Видения, с которыми сталкивается герой рассказа, наводят на предположение о том, что на пути к несбывшемуся «арийскому» будущему проводились этнические чистки, провозглашалось превосходство белой расы, «утопия для некоторых и лагерь смерти для многих». Совмещение в глазах героя рассказа реальности и гернсбекианских мечтаний позволяет по-новому взглянуть на настоящее.
Ф. Колладо-Родригес полагает, что в рассказе в неодобрительной манере раскрывается природа прошлых мечтаний о будущем: она была «протофашистской, патриархальной и расистской». Критик считает, что рассказчик в «Континууме Гернсбека» являет собой «новый тип героя», который противопоставляет расистские устремления прошлого «мрачному многорасовому настоящему» с его проблемами бедности, экологии и пр. и делает выбор в пользу настоящего. Таким образом, полагает Колладо-Родригес, Гибсон обозначил серьёзные намерения киберпанка как жанра и вывел его в разряд социально ориентированной литературы:
Начиная с «Континуума Гернсбека» и далее, научная фантастика стала достойной подражания и этически стойкой, способной противостоять атакам гипертехнологического порабощающего общества нашего времени.
Пол Йонгквист отметил, что действие «Континуума Гернсбека» разворачивается в Калифорнии начала 1980-х, когда были резко увеличены расходы Министерства обороны США, так что не исключено, что фотограф в действительности увидел прототип бомбардировщика B-2, который тестировался на калифорнийских и невадских авиабазах. Из-за усталости и вследствие принятия дурманящих веществ герой рассказа принял B-2 за лайнер из ненаступившего будущего Гернсбека. По мнению, Йонгквиста самым опасным является то, что «артефакты из континуума Гернсбека» заслонили для фотографа милиталиризацию реального мира вокруг него. В пользу такой интерпретации Йонгквист приводит тот факт, что впоследствии Гибсон обращался к теме «проникновения военных элементов в нашу повседневную жизнь» в своих произведениях, написанных после террористических актов 11 сентября 2001 года.

## Связь с последующим творчеством Гибсона
По мнению Г. Уэстфала, «Континуум Гернсбека» можно рассматривать и как первое произведение Гибсона, написанное в жанре реализма, поскольку все видения «семиотических призраков» можно списать на галлюцинации фотографа. Также, критик счёл, что в рассказе Гибсон продемонстрировал интерес к истории («дань ретрофутуризму»), который в дальнейшем проявился уже только в романе «Машина различий» (1990). Уэстфал также отметил параллель рассказа с романом Гибсона «Распознавание образов» (2003):

«Континуум Гернсбека» стал первым гибсоновским опытом метапрозаического рассмотрения научной фантастики и её последствий, а также включал в рассмотрение глобализованный мир транснациональных корпораций и странствующих по его субкультурам персонажей, что позже стало темой «Распознавания образов» и последующих романов трилогии.
Впрочем, как полагает Уэстфал, не следует рассматривать рассказы Гибсона исключительно как пробу пера перед написанием романов.
Томас А. Бредехофт обратил внимание на место в рассказе, где Гибсон говорил о промышленном дизайне 1930-х, когда точилки для карандашей «стали выглядеть так, как будто их собирали в аэродинамической трубе», а «под обтекаемой хромированной оболочкой» скрывался всё тот же «викторианских времён механизм». Бредехофт отметил, что в одном из интервью 1986 года Гибсон проводил аналогичную параллель с его первым купленным компьютером, внутри которого он вместо «экзотической кристаллической штуки, киберпространственной деки или чего-то в этом роде» обнаружил «маленький викторианский двигатель, который издавал звуки, похожие на старый скрипучий проигрыватель». Критик высказал мнение, что, по Гибсону, «миры позади нас» проявляют себя в виде скрытой основы «кажущихся самыми современными машин». В явном виде связь между компьютерами и Викторианской эпохой Гибсон в дальнейшем отразил в романе «Машина различий» (1990), написанном совместно с Б. Стерлингом.
Также Бредехофт обратил внимание на то, что образ киберпространства в гибсоновской серии произведений связан с рассказами «Континуум Гернсбека» и «Hippie Hat Brain Parasite». Критик предположил, что Гибсон сконструировал киберпространство, объединив «в дерзком акте постмодернистского бриколажа» видения футуристов 1930-х и канонические описания наркотических переживаний 1960-х.
Бредехофт считает, что футуристические «галлюцинации» фотографа из «Континуума Гернсбека», включая образ города Тусон с его «абстрактными и красочными геометрическими формами», очень схожи с тем, каким видит киберпространство главный герой романа «Нейромант», наркоман и хакер Кейс. Его программа для взлома (англ. Kuang) принимает форму акулы, что напоминает о средстве передвижения (с акульим плавником) пары из будущего в «Континууме Гернсбека», а сам Кейс забывает поесть, когда находится в киберпространстве, что схоже с тем, как пара из рассказа забыла «принять пищевые таблетки». Вход в киберпространство предполагает принятие его правил и «подразумевает участие в зловещем тоталитаризме „Континуума Гернсбека“ и его обитателей»:

Киберпространство Гибсона — это суррогатное настоящее, галлюцинаторное и вызывающее привыкание место, где Обтекаемое Будущее становится реальностью. … Континуумы Гернсбека и «Шапки хиппи» воплощены в конструкции киберпространства, и оно, таким образом, является машиной, которая скрывается в сердце «Нейроманта», машиной, корни которой уходят в тридцатые и шестидесятые годы.
Том Хенторн считает трактовку Бредехофта об основах гибсоновского образа киберпространства согласующейся с негативным отношением Гибсона к тому, когда вместо попыток улучшить свою жизнь люди убегают от действительности, увлекаясь наркотиками, телевидением, компьютерными играми или виртуальными системами, такими как симстим из «Сожжения Хром» и последующих произведений «Киберпространства».

## Переводы рассказа
Польский переводчик и профессор в Центре американских исследований Варшавского университета Павел Фрелик в своём вступлении к сборнику статей о гибсоновском творчестве отметил, что Гибсон — «один из наиболее часто переводимых писателей-фантастов», и в особенности это касается его рассказов. Он также привёл ссылку на «довольно полный список» переводов произведений Гибсона на сайте Internet Speculative Fiction Database, где указано, что, начиная с 1987 года, рассказ «Континуум Гернсбека» был переведён на французский, голландский, финский, немецкий, венгерский, итальянский, японский, португальский, румынский, русский, испанский языки.
На русском языке рассказ издавался неоднократно в двух переводах: в сборниках «Нейромант» (1997) и «Джонни Мнемоник» (2003) в переводе Анны Комаринец, в антологии Стерлинга «Зеркальные очки» (2014) и в сборнике «Нейромант. Трилогия „Киберпространство“» (2015, 2017, 2018) в переводе Александра Гузмана.
Польский филолог Анна Кравчик-Ласкаржевская (пол. Anna Krawczyk-Łaskarzewska), исследовавшая переводы романов и рассказов Гибсона на польский язык, отмечала, что его проза обычно привлекает внимание содержательной, а не стилистической стороной, и что критики Гибсона весьма редко хвалят Гибсона как «изысканного стилиста», а, говоря о его ранних работах, включая «Континуум Гернсбека», обычно говорят о гибсоновском тексте, что он «манерный, скучный в своей повторяемости, показной и поверхностный». По мнению Кравчик-Ласкаржевской, для того, чтобы перевод прозы Гибсона был качественным, переводчик должен быть хорошим писателем, который сможет исправлять недостатки литературного стиля Гибсона и при этом не искажать смысл его многочисленных культурных отсылок в тексте. Хотя, возможно, это, как предполагает Анна, недостижимо, как недостижим «семиотический призрак» парящего в небе лайнера из «Континуума Гернсбека».

## Экранизация
В 1993 году по рассказу был снят короткометражный телевизионный фильм «Tomorrow Calling» для британского телеканала Channel 4. Автором сценария и режиссёром выступил Тим Леандро (англ. Tim Leandro). Роль фотографа исполнил Колин Сэлмон, Мерва Кина — Дон Хендерсон, Дайалты Даунс — Тойа Уиллкокс, жительницы будущего — Сара Стокбридж. В экранизации режиссёр Тим Леандро перенёс место основного действия истории из США в Англию: главный герой фотографировал Здание Гувера, магазин Barkers of Kensington, кинотеатры в Рейнерс-лэйн и другую лондонскую архитектуру ар-деко.

Некоторые из зданий «обтекаемого модерна», которые в экранизации фотографировал главный герой, или фотографии которые ему показывали заказчики
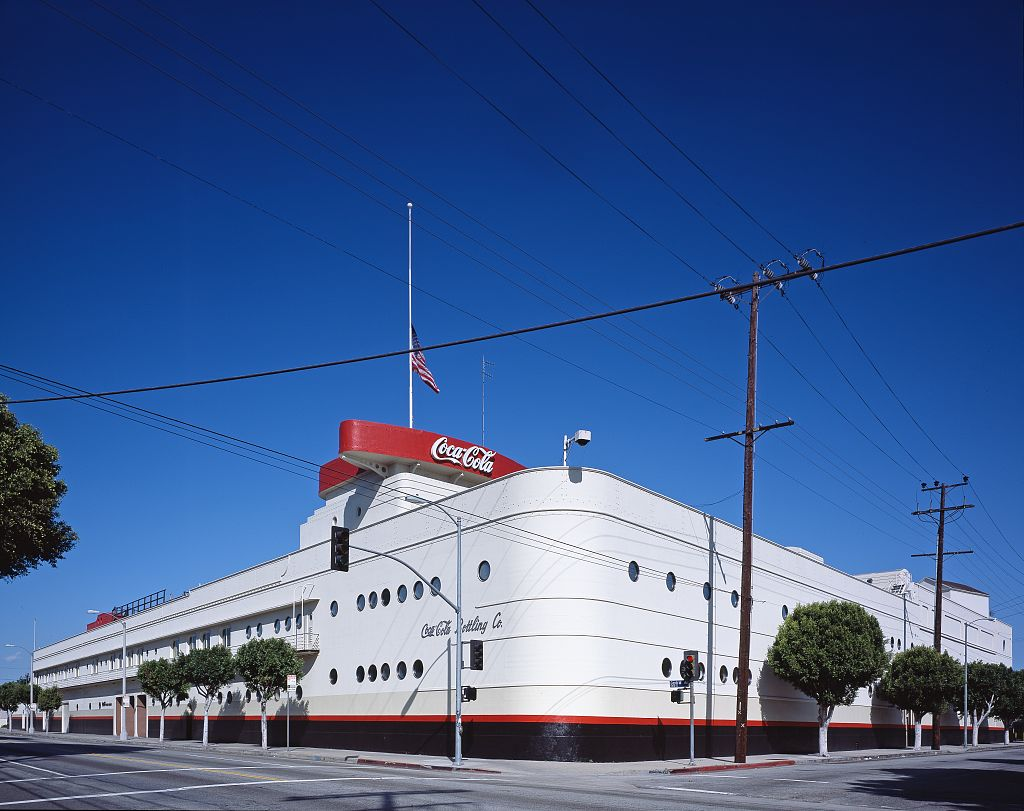
Завод Coca-Cola[англ.] в Лос-Анджелесе, построен в 1936 году.
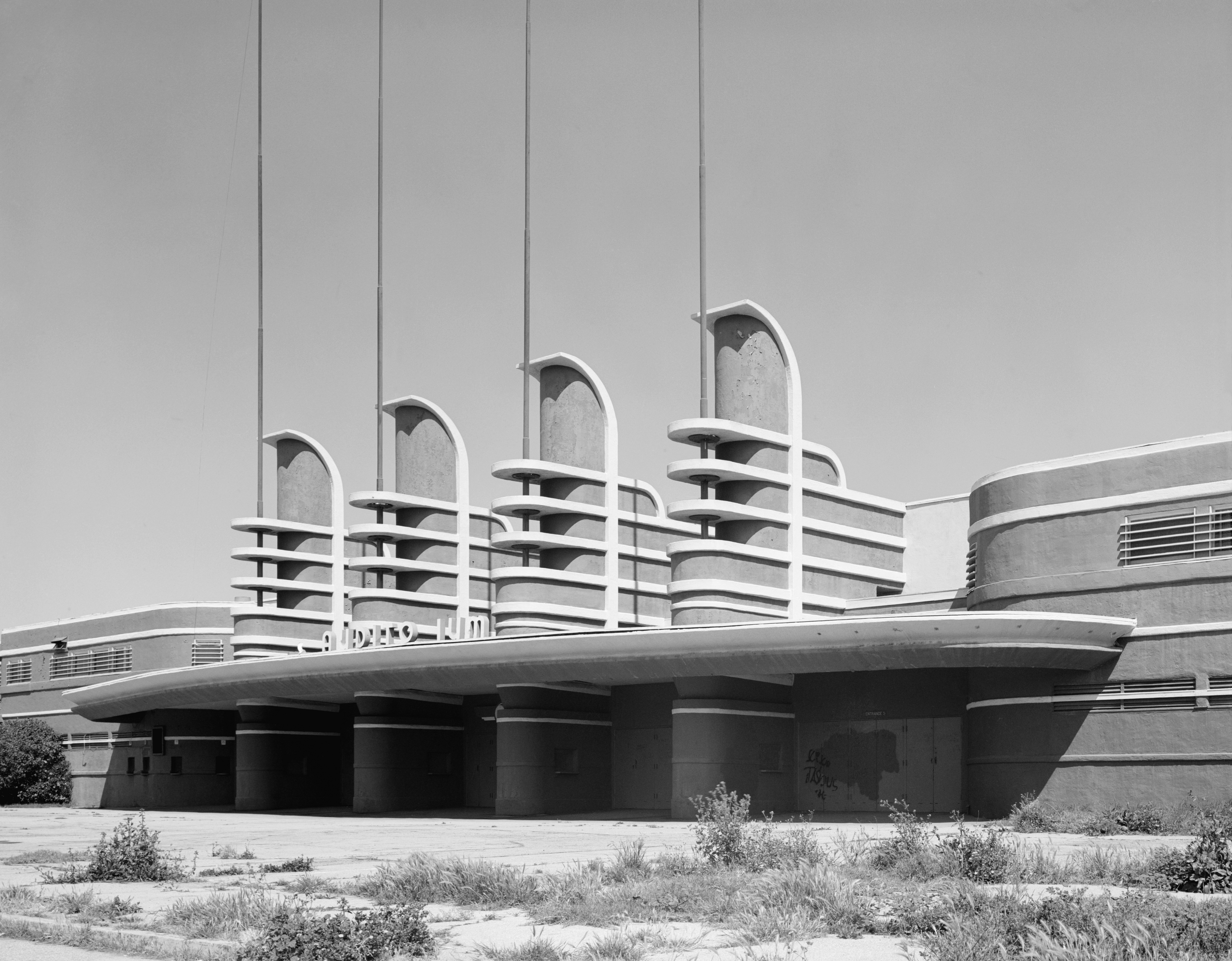
Пантихоокеанская аудитория[англ.] в Лос-Анджелесе, построена в 1935 году, сгорела в 1978.
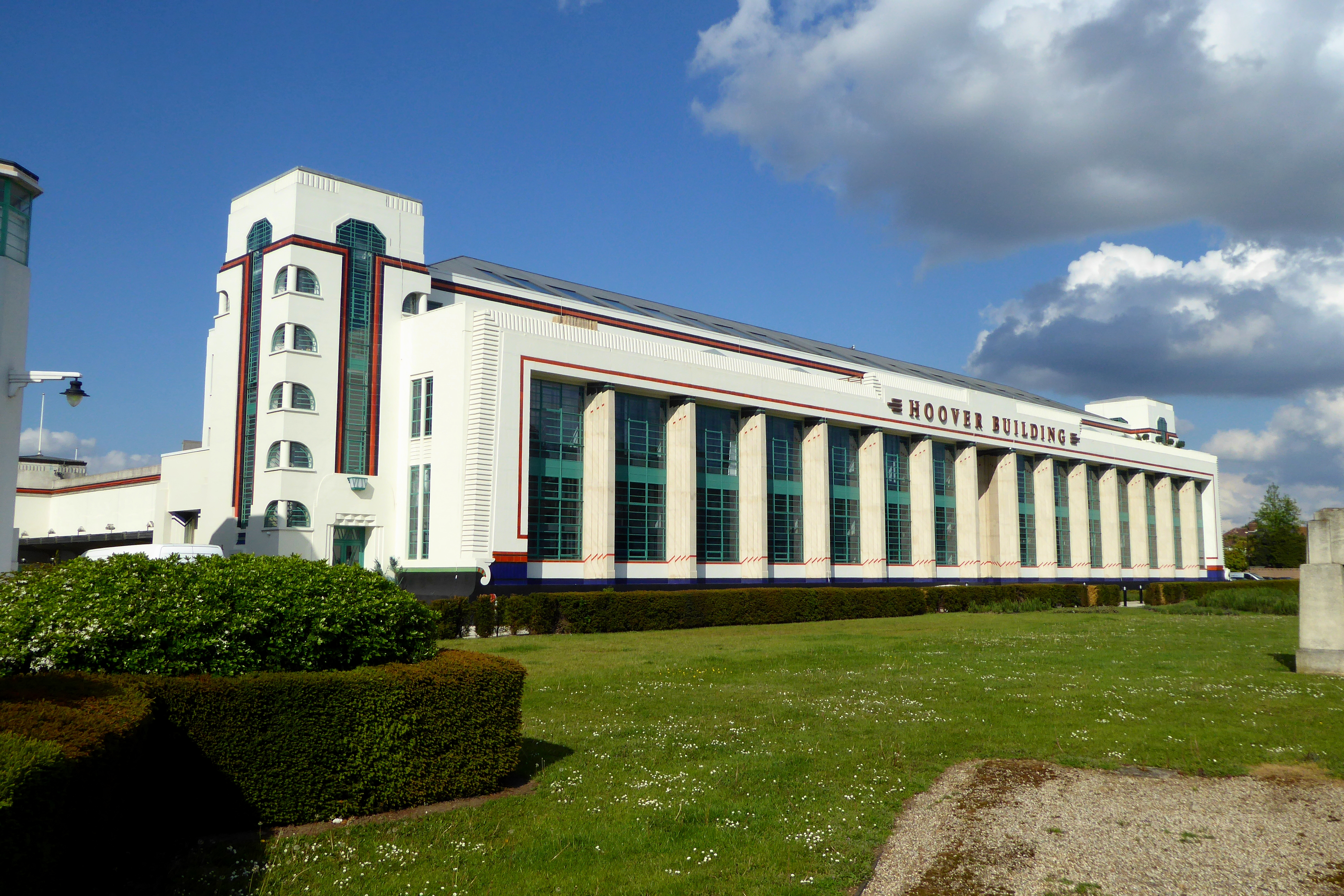
Здание Гувера в Лондоне, открыто в 1933 году.

По сведениям биографа Гибсона Дж. А. Миллера-мл., «Континуум Гернсбека» является единственной экранизированной работой Гибсона, не входящей в серию произведений «Киберпространство» («Муравейник», англ. Sprawl).

## Издания

### На английском языке
- William Gibson. The Gernsback Continuum // Universe 11 / ed. by Terry Carr. — Doubleday, 1981. — ISBN 0-385-17226-5.
- William Gibson. The Gernsback Continuum // Burning Chrome. — Arbor House, 1986. — ISBN 978-0877957805.
- William Gibson. The Gernsback Continuum // Mirrorshades: The Cyberpunk Anthology / ed. by Bruce Sterling. — Arbor House, 1986. — ISBN 978-0-87795-868-0.
- William Gibson. The Gernsback Continuum : [арх. 17 февраля 2007] // American Heritage. — 1988. — Vol. 4, no. 1.
- William Gibson. The Gernsback Continuum // The Norton Book of Science Fiction, 1960-1990 / ed. by Brian Attebery, Ursula K. Le Guin. — New York : W. W. Norton & Company, 1993. — ISBN 9780393035469.
  - Переиздание: William Gibson. The Gernsback Continuum // The Norton Book of Science Fiction, 1960-1990 / ed. by Brian Attebery, Ursula K. Le Guin. — New York : W. W. Norton & Company, 1997. — ISBN 978-0393972412.
- William Gibson. The Gernsback Continuum // Timescapes: Stories of Time Travel[англ.] / ed. by Peter Haining. — Souvenir Press, 1997. — ISBN 0-285-63387-2.
- William Gibson. The Gernsback Continuum // Steampunk II: Steampunk Reloaded. — Tachyon Publications, 2010. — ISBN 9781616960018.
- William Gibson. The Gernsback Continuum // The Time Traveller's Almanac[англ.] / ed. by Ann VanderMeer, Jeff VanderMeer. — Head of Zeus, 2013. — ISBN 978-1781853900.

### На русском языке
- Уильям Гибсон. Континуум Гернсбека // Нейромант (авторский сборник). — Terra Fantastica, 1997. — ISBN 5-7921-0120-5.
- Уильям Гибсон. Континуум Гернсбека // Джонни Мнемоник. — АСТ, 2003. — ISBN 5-17-019889-2.
- Уильям Гибсон. Континуум Гернсбека // Зеркальные очки. — Фантастика Книжный Клуб, 2014. — ISBN 978-5-91878-028-2.
- Уильям Гибсон. Континуум Гернсбека // Нейромант (авторский сборник). — Азбука, Азбука-Аттикус, 2014. — ISBN 978-5-389-08793-4.
- Уильям Гибсон. Континуум Гернсбека // Нейромант. Трилогия «Киберпространство». — Азбука, Азбука-Аттикус, 2017. — ISBN 978-5-389-08796-5.
- Уильям Гибсон. Континуум Гернсбека // Нейромант (авторский сборник). — Азбука, Азбука-Аттикус, 2018. — ISBN 978-5-389-14721-8.

## Комментарии
1. ↑  Здесь и далее для имён и цитат из рассказа используется перевод А. Комаринец, если не указано иное.
2. ↑  Предположительно этим персонажем является сам Гибсон, который только в двух своих произведениях появлялся в качестве одного из героев, второе — рассказ «Dougal Discarnate» 2010 года.
3. ↑  Сам Гибсон неоднократно утверждал, что научная фантастика — не о будущем, она исследует настоящее. По Гибсону, НФ — социально заряженный жанр.
4. ↑  Scientifiction (наукофантастика) — так Гернсбек сначала называл научную фантастику.
5. ↑  Технонлатрия — поклонение технике.
6. ↑  Однако вместе с тем, по мнению МакГирк, Гибсон своим гневом (когда он сравнивает раннюю научную фантастику с пропагандой Гитлерюгенда) как бы признаёт «неиссякшую силу воображения» Золотого периода
7. ↑  По мнению Дж. А. Миллера-мл., сходство между «Ральфом 124C 41+» и «Нейромантом» не является чем-то удивительным, потому что роман Гернсбека является отправной точкой (уртекстом) «для любой научно-фантастической работы, в которой задействована фигура спасителя».
8. ↑  Согласно Оксфордскому словарю английского языка, слово «киберпространство» в печати впервые появилось в рассказе Гибсона «Сожжение Хром» в журнале «Omni» июля 1982 года.
9. ↑  Г. Уэстфал считает, что Гибсон проявил себя как «великолепный прозаик-стилист» (англ. a superb prose stylist), начиная с самого первого своего рассказа — «Осколки голографической розы».
10. ↑  Из серии о киберпространстве были экранизированы рассказы «Джонни-мнемоник» (1995) и «Отель «Новая роза»» (1998).